# Club Atlético Platense (Uruguai)

## História
O Clube Atlético Platense foi fundado no dia 1 de maio de 1935, na zona norte de La Unión, na cidade de Montevideo. As cores do clube são o vermelho e o branco, porque um dos fundadores jogava no River Plate de Uruguai e solicitou à instituição darsenera algumas camisas. Dali também surgiu o nome do novo clube, já que era uma doação "River platense". O nome de "Platense" é porque outro dos fundadores era torcedor do Platense da Argentina e por votação se elegeu a este como o melhor nome.
Em 1948 inscreve-se a disputar nos torneios da Associação Uruguaia de Futebol, na Divisional Extra B. No ano de 1964 consagra-se campeão da divisional Intermediária, o que lhe possibilita debutar na Divisional B em 1965, onde permanece até o ano seguinte. É em 1965 quando Platense consegue o Campeonato Competencia de la Divisional B, depois de empatar com o Bella Vista, e ganhar por definição por penais.
Nos anos 90, o Platense une-se com o clube Wanderers de Pando, passando a chamar Platense Wanderers, e chegou a jogar suas partidas em Pando, mas pouco tempo depois voltou à origem.
Em 1994 é campeão da Divisional "C" e dessa maneira ao ano seguinte retorna à Segunda Divisão. Permanece na segunda divisão até 1996, e no ano de 2005 consagra-se campeão da Liga Metropolitana e isso lhe possibilita seu tão ansiado regresso à Segunda Divisão Profissional. Em 2007 começou a disputar o Torneio Apertura de Segunda Divisão Profissional, mas deixou de participar na 13a. rodada por problemas econômicos. Da mesma forma não se apresentou a jogar o Torneio Clausura. Desde 2008 joga na Segunda Divisão Amadora de Uruguai.

## Uniforme
- Uniforme titular: Camisa com faixas verticais brancas e vermelhas, calções vermelhos, meias brancas.
- Uniforme alternativo: Camisa branca, calção branco, meias vermelhas.

## Torcida
A torcida de Platense tem uma rivalidade tranquila com a torcida do Villa Española já que compartilham quase o mesmo bairro.
Sua barra brava se chama La Mafia Chica.

## Títulos
- Campeonato Uruguaio 3ª Divisão: 4 (1964, 1981, 1994, 2005)
- Campeonato Uruguaio 4ª Divisão: 2 (1955, 1977)